# Plouha
Plouha település Franciaországban, Côtes-d’Armor megyében. Lakosainak száma 4677 fő (2022. január 1.). Plouha Tréveneuc, Lanloup, Pléguien, Pléhédel, Plouézec, Plourhan és Pludual községekkel határos.

## Népesség
A település népességének változása:
| Lakosok száma | 4296 | 4248 | 4197 | 4511 | 4505 | 4476 | 4503 | 4541 | 4560 | 4677 |
|               | 1968 | 1982 | 1990 | 2006 | 2013 | 2015 | 2017 | 2019 | 2020 | 2022 |